# Escalafón militar de Chile

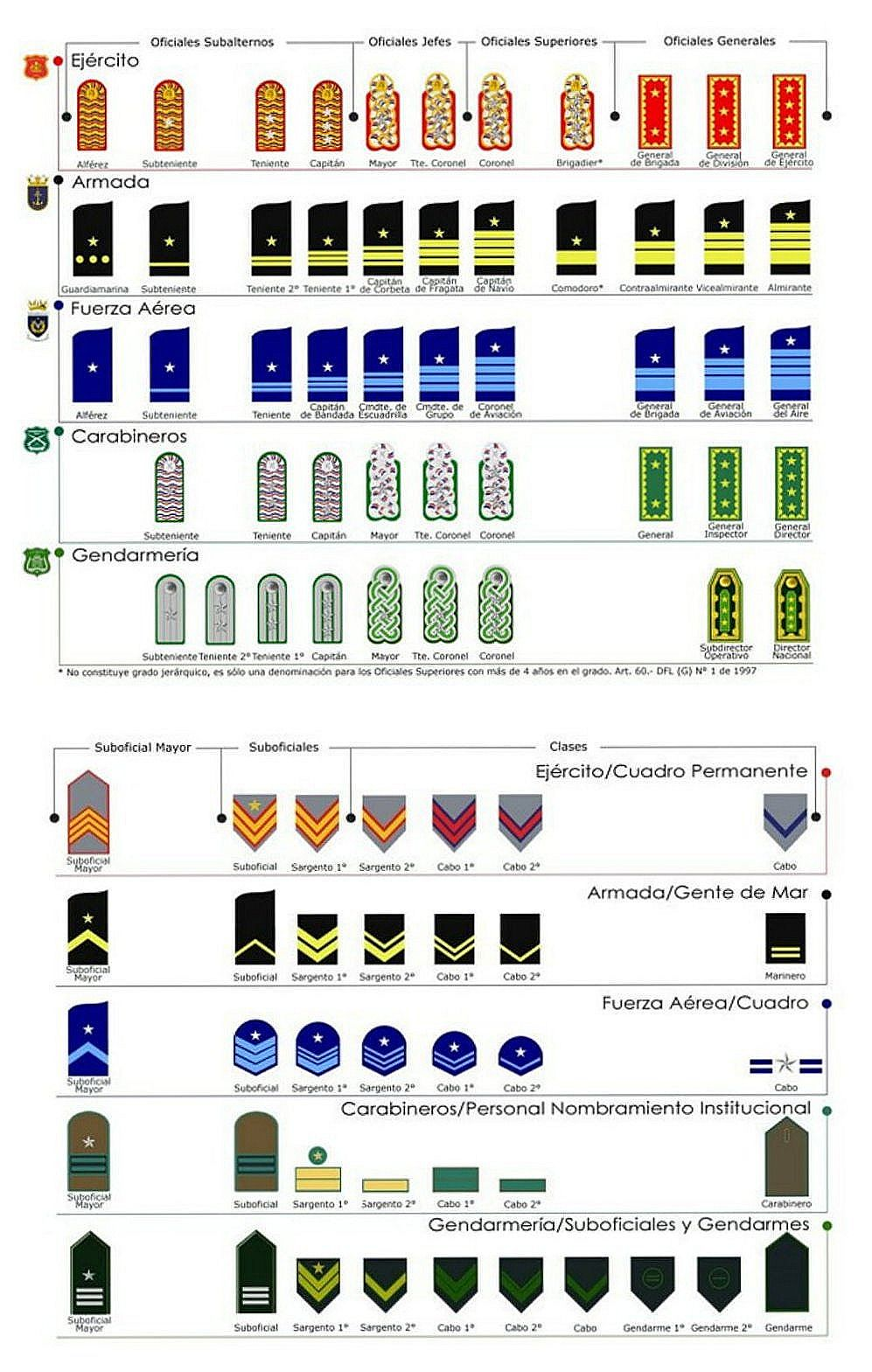
Equivalencia de los grados con sus respectivas insignias

El rango militar, también llamado rango, grado, graduación o empleo, es un sistema jerárquico para establecer la escala de mando que se usa en fuerzas armadas, fuerzas policiales, y otras organizaciones armadas o uniformadas.
Los rangos se representan de forma visual mediante insignias y galones en el uniforme, normalmente mediante piezas de tela cosidas a los hombros, las mangas y/o el pecho. El uso de rangos en las fuerzas armadas es prácticamente universal.
Organizaciones como el Ejército Popular de Liberación de la República Popular China (1965 - 1988), el ejército de Albania (1966 - 1991) y el Ejército Rojo de la extinta Unión de Repúblicas Socialistas Soviéticas (1918-1935) son ejemplos de fuerzas armadas que en su día abolieron el sistema de rangos, aunque se vieron forzadas a restaurarlo posteriormente tras encontrarse con problemas operacionales de control y mando.

## Rangos en las Fuerzas Armadas de Chile

### Rangos de Oficiales
Índice
Los oficiales del Ejército de Chile, Armada de Chile, Fuerza Aérea de Chile, Carabineros de Chile y Gendarmería de Chile están subdivididos en 4 grupos:
| Rango                                         | Ejército de Chile   | Armada de Chile    | Fuerza Aérea de Chile     | Carabineros de Chile | Gendarmería de Chile  |
| --------------------------------------------- | ------------------- | ------------------ | ------------------------- | -------------------- | --------------------- |
| Oficiales Generales                           | General de ejército | Almirante          | General del Aire          | General Director     | Director nacional     |
|                                               | General de división | Vicealmirante      | General de Aviación       | General inspector    | Subdirector Operativo |
|                                               | General de brigada  | Contraalmirante    | General de Brigada Aérea  | General              | -                     |
| Oficiales Superiores                          | Brigadier           | Comodoro           | Comodoro                  | -                    | -                     |
|                                               | Coronel             | Capitán de Navío   | Coronel de Aviación       | Coronel              | Coronel               |
| Oficiales Jefes                               | Teniente coronel    | Capitán de Fragata | Comandante de Grupo       | Teniente coronel     | Teniente coronel      |
|                                               | Mayor               | Capitán de Corbeta | Comandante de Escuadrilla | Mayor                | Mayor                 |
| Oficiales Subalternos                         | Capitán             | Teniente 1º        | Capitán de Bandada        | Capitán              | Capitán               |
|                                               | Teniente            | Teniente 2º        | Teniente                  | Teniente             | Teniente 1º           |
|                                               | Subteniente         | Subteniente        | Subteniente               | Subteniente          | Teniente 2º           |
|                                               | Alférez             | Guardiamarina      | Alférez                   | -                    | Subteniente           |
| Alumnos de las Escuelas Matrices de Oficiales | Subalférez          | Brigadier          | Subalférez                | -                    | -                     |
|                                               | Cadete              | Cadete             | Cadete                    | Aspirante a oficial  | Aspirante a oficial   |
|                                               |                     |                    |                           |                      |                       |

#### Capitán General

Divisa creada por Augusto Pinochet en 1982 para el grado de capitán general. Se basa en la divisa de general de Ejército de Chile, pero tiene cinco estrellas

Excepcionalmente, durante el periodo republicano, el presidente de Chile contempló un grado militar para comandantes en jefe de cualquier rama de las Fuerzas Armadas de Chile que asumiesen la jefatura del Estado simultáneamente, grado que era conocido como capitán general, el cual fue ostentado, oficialmente, solo por tres personas: Bernardo O'Higgins en 1817, Ramón Freire en 1823 y Augusto Pinochet en 1982. Asimismo, José de San Martín y Manuel Baquedano lo hicieron de manera honorífica, al igual que Pinochet al dejar el poder en 1990, pues conservó este grado mientras ejerció como comandante en jefe del Ejército de Chile, hasta 1998.
En la actualidad, el grado de capitán general no está contemplado dentro del marco jurídico y de ordenamiento de las Fuerzas Armadas. Además de ello, la Ley Orgánica Constitucional N.º 18.700 sobre Votaciones Populares y Escrutinios estipula que un comandante en jefe de cualquier rama de las Fuerzas Armadas (en servicio activo) no puede ser candidato a la Presidencia de la República. De tal modo, y dentro del marco constitucional y el estado de derecho, no podrá haber otro capitán general en el Chile republicano según la legislación vigente.

#### Otros generalísimos que no obtuvieron el grado de capitán general por iniciativa propia
Otros comandantes en jefe que ejercieron simultáneamente la jefatura de estado de Chile que pudiendo haber reclamado el grado con todo derecho, sin embargo, ellos mismos no desearon ascender a capitanes generales fueron los siguientes:
- Manuel Blanco Encalada
- Francisco Antonio Pinto
- José Joaquín Prieto
- Manuel Bulnes
- Jorge Montt
- Luis Altamirano
- Pedro Pablo Dartnell
- Carlos Ibáñez del Campo
- Bartolomé Blanche

### Rangos de Suboficiales,tropa y soldados
Los suboficiales del Ejército de Chile, Armada de Chile, Fuerza Aérea de Chile, Carabineros de Chile y Gendarmería de Chile están subdivididos en 4 grupos: Soldados, tropa, Suboficiales y Suboficiales Mayores. Cada grado corresponde a un rango como se muestra a continuación:
| Rango                                            | Ejército de Chile                    | Armada de Chile                                             | Fuerza Aérea de Chile        | Carabineros de Chile | Gendarmería de Chile |  |
| ------------------------------------------------ | ------------------------------------ | ----------------------------------------------------------- | ---------------------------- | -------------------- | -------------------- |  |
| Suboficial Mayor                                 | Suboficial Mayor                     | Suboficial Mayor o Condestable                              | Suboficial Mayor             | Suboficial Mayor     | Suboficial Mayor     |  |
| Suboficial                                       | Suboficial                           | Suboficial                                                  | Suboficial                   | Suboficial           | Suboficial           |  |
|                                                  | Sargento 1°                          | Sargento 1°                                                 | Sargento 1°                  | Sargento 1°          | Sargento 1°          |  |
| Suboficiales                                     | Sargento 2°                          | Sargento 2°                                                 | Sargento 2°                  | Sargento 2°          | Sargento 2°          |  |
|                                                  | Cabo 1°                              | Cabo 1°                                                     | Cabo 1°                      | Cabo 1°              | Cabo 1°              |  |
|                                                  | Cabo 2°                              | Cabo 2°                                                     | Cabo 2°                      | Cabo 2°              | Cabo 2°              |  |
|                                                  | Cabo                                 | Marinero 1º-Soldado 1º                                      | Cabo                         | -                    | Cabo                 |  |
| Soldados de Tropa Profesional                    | -                                    | Marinero 2° / Soldado Infante de Marina                     | -                            | -                    | Gendarme 1°          |  |
|                                                  | Soldado de Arma/Servicio Profesional | -                                                           | -                            | -                    | Gendarme 2°          |  |
|                                                  | Soldado de Tropa Profesional         | Marinero                                                    | Soldado de Tropa Profesional | Carabinero           | Gendarme             |  |
| Alumnos de las Escuelas Matrices de Suboficiales | Cabo Dragoneante                     | Grumete Naval o Grumete IM (grumete infante de marina)      | -                            | -                    | -                    |  |
|                                                  | Soldado Dragoneante                  | Grumete                                                     | Alumno                       | Carabinero Alumno    | Gendarme Alumno      |  |
| Soldados Conscriptos                             | Soldado Conscripto                   | Marinero Conscripto/ Soldado Conscripto (infante de marina) | Soldado Conscripto           | -                    | -                    |  |